# KENS
KENS est une station de télévision américaine située à San Antonio (Texas) appartenant à Tegna Inc. et affiliée au réseau CBS.

## Télévision numérique terrestre
| Canal virtuel | Image | Aspect | Programmation                          |
| ------------- | ----- | ------ | -------------------------------------- |
| 5.1           | 1080i | 16:9   | Programmation principale KENS / CBS HD |
| 5.2           | 480i  | 4:3    | Estrella TV                            |
| 5.3           | 480i  | 16:9   | Justice Network (en)                   |
| 5.4           | 480i  | 16:9   | Quest (en)                             |